# 칼리브라치온

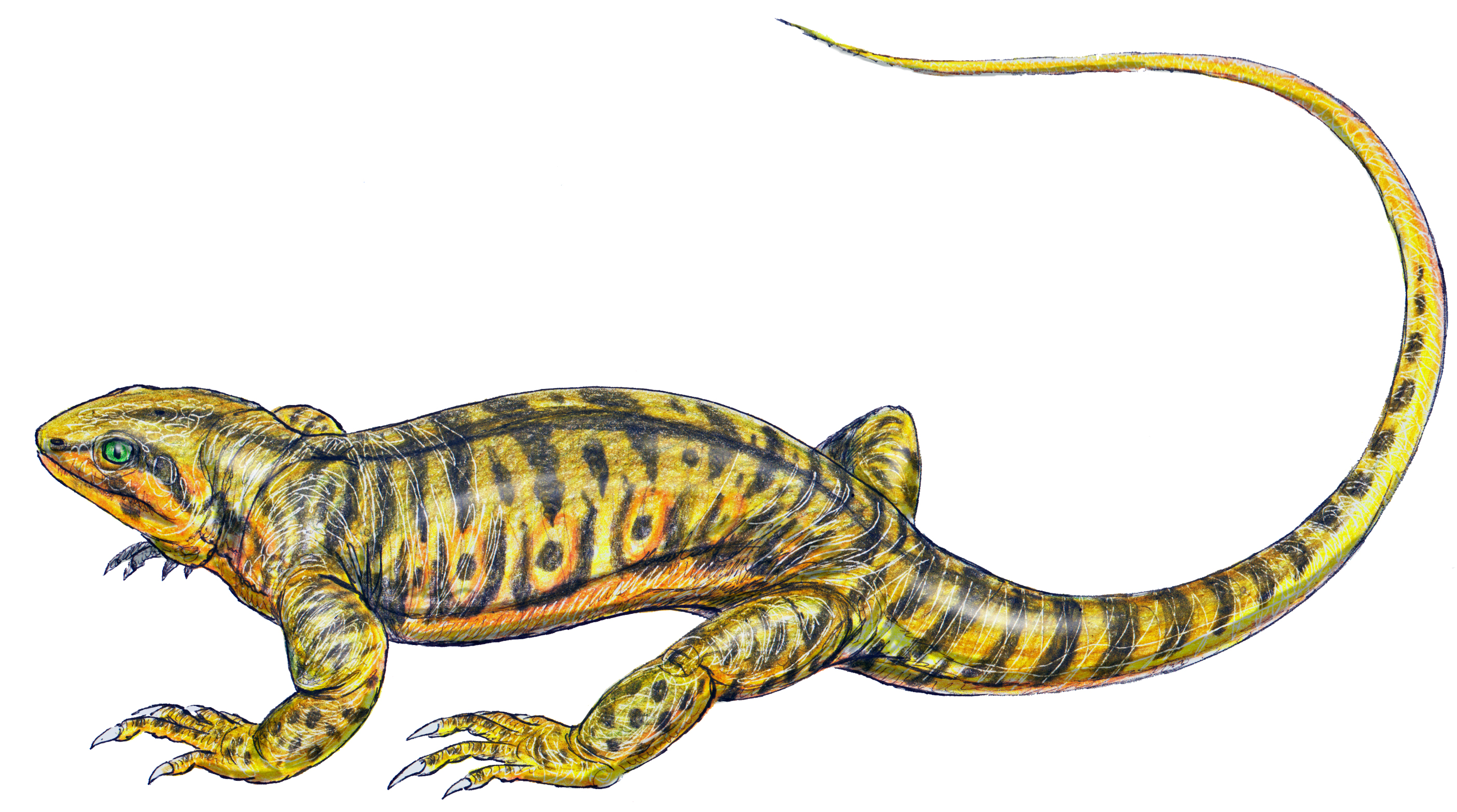

칼리브라치온(학명:Callibrachion gaudryi)은 도마뱀목 카세아과에 속하는 도마뱀이다. 지금은 멸종된 종으로서 전체적인 몸길이가 평균 1.5m에 최대 몸길이는 2.5m인 중대형의 몸집을 가진 도마뱀에 속한다.

## 특징
칼리브라치온은 멸종된 카세아사우루스속이다. 그것은 몸길이가 적어도 1.5미터였다. 그것은 에일리 페미안 기간 동안에 살았다. 그것은 원래 1893년에 북동부 프랑스에 절인 표본 초기 페름기의 예금 기준으로 묘사되었다. 그것은 나중에 합토 두스의 동의어 여러명의 작가들에 의한 것이지만 후속 시험이 되는 카세아과가 꽤 스페나코돈과들과 일치하는 점이 많은 점을 발견했다로 여겨졌다. 이는 기저 카세아과로 칼리브라치온을 복원한 분지와 분석으로 확인되었다. 칼리브라치온은 이외에도 크게 잘 발달된 앞다리와 뒷다리를 가지고 있으며 다리가 커서 근육이 많아 땅에서 뛰는 속도가 매우 빨랐던 종으로 추정된다. 꼬리도 매우 길게 나 있으며 갈비뼈와 등뼈가 넓어 매우 큰 몸통을 가지고 있는 종이다. 또한 생존했던 당시에는 노란색의 몸과 검은색의 줄무늬를 가진 화려한 색을 가진 도마뱀으로 추정된다. 양턱에는 총 15~25개의 톱니 모양의 날카로운 이빨을 가지고 있다. 먹이로는 당대에 서식했던 곤충, 절지동물, 무척추동물로 이뤄진 육식성의 먹이와 식물의 잎과 열매로 이뤄진 초식성의 먹이까지 모두 먹었을 잡식성의 도마뱀으로 추정되는 종이다.

## 생존시기와 서식지와 화석의 발견
칼리브라치온이 생존했었던 시기는 고생대의 페름기로서 지금으로부터 2억 9000만년전~2억 4500만년전에 생존했었던 종이다. 생존했었던 시기에는 유럽을 중심으로 하여 당시에 존재했었던 초원, 산림 등에서 주로 서식했었던 도마뱀이다. 화석의 발견은 1893년에 프랑스의 페름기에 형성된 지층에서 프랑스의 고생물학자들에 의하여 처음으로 화석이 발견되어 새롭게 명명된 종이다.

## 같이 보기
- 파충류
- 고생대
- 페름기
- 도마뱀
- 화석